# Preproductie (industrie)

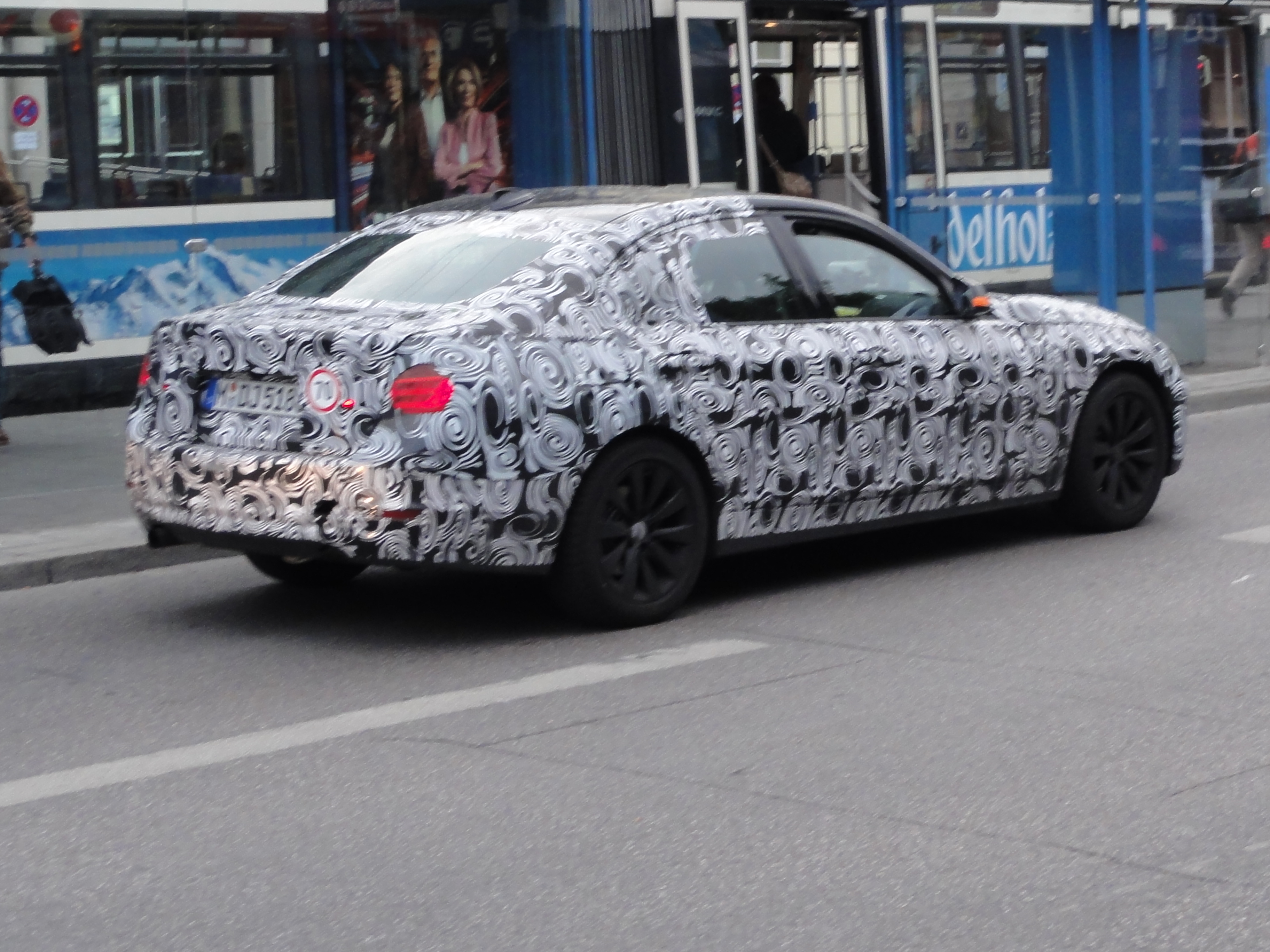
Een preproductie exemplaar van een BMW, vermoedelijk van een 3-serie

Preproductie of voorproductie is een kleinschalige productie die plaatsvindt voor de eigenlijke productie, maar na de productie van prototypes. Het wordt toegepast om tests met het product uit te voeren en eventuele problemen uit een ontwerp te halen. Preproductie wordt onder andere toegepast in de auto- en vliegtuigindustrie, zo werden van de F-16 bijvoorbeeld eerst acht preproductiemodellen gebouwd voordat de serieproductie gestart werd.